# Болотников, Иван Иванович
Иван Иванович Болотников — дворцовый дьяк при царе Михаиле Фёдоровиче.
Сын Ивана Алферьевича Болотникова и Прасковьи Харитоновны Воронцовой, внук Алферия Даниловича Болотникова. Участвовал в избрании царя Михаила Фёдоровича в 1613 году. С 1612 по 1631 год был дьяком в приказе Большого дворца и судьёй в приказе Казанского дворца. В 1616 году был под Смоленском с государевыми послами, Иваном Воротынским и Алексеем Сицким, которые были посланы для переговоров с литовскими послами о мире. В 1618 году участвовал в съезде московских послов с литовскими под Москвою. В 1619 году ездил в Вязьму с послами Фёдором Шереметевым и Даниилом Мезецким для размена пленных.
В 1626 году на свадьбе царя Михаила с Евдокией Стрешневой шёл около саней царевны. В 1627 году при встрече послов в государевой палате стоял на второй встрече среди больших сеней вместе с князем Голицыным. Во всё время своей службы Болотников пользовался большим почётом; его часто приглашали к царскому столу, на Святое Воскресенье «видеть государевы очи», на все приёмы — и при перечислении присутствующих дьяков его имя всегда упоминается первым.